# Moneta plenicolor
Moneta plenicolor är en fjärilsart som beskrevs av W. Warren 1906. Moneta plenicolor ingår i släktet Moneta och familjen mätare. Inga underarter finns listade i Catalogue of Life.